# Kamion Podgórny
Kamion Podgórny [ˈkamjɔn pɔdˈɡurnɨ] est un village polonais de la gmina de Młodzieszyn dans le powiat de Sochaczew et dans la voïvodie de Mazovie.